# گالپیتیا
گالپیتیا (به لاتین: Galpitiya) یک منطقهٔ مسکونی در سری‌لانکا است که در استان مرکزی (سری‌لانکا) واقع شده‌است.